# Jan Mela
Jan "Jaś" Mela (ur. 30 grudnia 1988 w Gdańsku) – polski podróżnik i działacz społeczny. Najmłodszy w historii zdobywca dwóch biegunów w jednym roku (miał 15 lat), a zarazem pierwsza osoba z niepełnosprawnością, która tego dokonała.

## Życiorys
W 1998 roku przeżył rodzinną tragedię, gdy w jeziorze utopił się jego młodszy brat, Piotr.
24 lipca 2002 doznał porażenia prądem, kiedy wszedł podczas deszczu do niezabezpieczonej stacji transformatorowej na placu zabaw w Malborku. Odzyskawszy przytomność, został niezwłocznie przewieziony do szpitala w Gdańsku, gdzie po trzech miesiącach leczenia podjęto decyzję o amputacji lewego podudzia i prawego przedramienia. Rodzice Meli domagali się w imieniu syna zadośćuczynienia i pokrycia kosztów leczenia w wysokości 300 tys. zł od koncernu energetycznego Energa. Opierając się na opinii biegłych, sąd uznał, że bezpośrednią przyczyną wypadku nie było samo wejście Meli do budynku trafostacji, lecz dotknięcie ręką przewodów elektrycznych, natomiast od 13-letniego chłopca można już było oczekiwać podstawowej znajomości zasad bezpieczeństwa związanych z urządzeniami pod napięciem. Sąd uznał Melę winnym wypadku w 25%, przyznał mu odszkodowanie w wysokości ponad 230 tys. zł i miesięczną rentę, koncern Energę zaś obarczył odpowiedzialnością za zaniedbania polegające na pozostawieniu otwartego i niezabezpieczonego budynku transformatorowni.
Jest założycielem i prezesem fundacji „Poza Horyzonty”. Współtwórca programu podróżniczego Między biegunami emitowanego na antenie Radia Kraków. Zasiadał w Radzie Programowej internetowego Radia IN. W 2009 przebiegł New York City Maraton.
W 2013 premierę miał film fabularny Mój biegun, którego scenariusz oparty był na życiorysie Meli. Od 5 września do 24 października 2014 brał udział w drugiej edycji programu Dancing with the Stars: Taniec z gwiazdami; w parze z Magdaleną Soszyńską odpadł w ósmym odcinku, zajmując piąte miejsce.
Był ambasadorem zorganizowanych w Krakowie Światowych Dni Młodzieży 2016.
Z poprzednią partnerką ma syna. Z obecną partnerką, Magdą, ma córkę Jadwigę (ur. 2020) i syna Kazimierza (ur. 2021).
W 2023 został odznaczony Złotym Krzyżem Zasługi.

## Wyprawy
- 2004: „Razem na Biegun”. Kontakt z Markiem Kamińskim nawiązał owocnie z pomocą Natalii Ostrowskiej, żony Wojciecha Ostrowskiego, a także rodziców. Wyprawa obejmowała oba bieguny Ziemi (północny i południowy) w jednym roku, dotarł tam razem z Markiem Kamińskim, Wojciechem Ostrowskim i Wojciechem Moskalem (biegun północny)[1]
- 2008: Wyprawa na Kilimandżaro – wyprawa na najwyższy szczyt Afryki[15]
- 2009: Wyprawa na Elbrus – wyprawa na najwyższy szczyt Kaukazu; w wyprawie uczestniczył niewidomy od urodzenia Łukasz Żelechowski oraz Piotr Pogon, od 20 lat walczący z chorobą nowotworową i mający za sobą resekcję płuca[16]
- 2010: Wyprawa na El Capitan – wyprawa wspinaczkowa na liczącą ponad 1000 metrów ścianę skalną El Capitan w Kalifornii w Stanach Zjednoczonych. W wyprawie brał udział Andrzej Szczęsny, paraolimpijczyk i narciarz zjazdowy, który przeszedł amputację nogi[17]

## Nagrody
- Człowiek bez barier (2004)
- Kolos w kat. Wyczyn roku, za zdobycie w jednym roku, w wieku 15 lat, obu biegunów Ziemi (2004)
- Fenomen „Przekroju” (2005)
- Nagroda 5, 10 i dalej im. Marcina Kołodyńskiego (2005)
- Statuetka „Kryształków Zwierciadła” za działania na rzecz innych niepełnosprawnych w ramach fundacji „Poza Horyzonty” (2009)[18]